# Отман Баккал
Отман Баккал (нід. Otman Bakkal, нар. 27 лютого 1985, Ейндговен) — нідерландський футболіст марокканського походження, що грав на позиції півзахисника.
Виступав, зокрема, за ПСВ та «Феєнорд», а також провів один матч за національну збірну Нідерландів.

## Клубна кар'єра
Вихованець клубу ПСВ з рідного міста Ейндговен. 28 березня 2004 року дебютував в Ередивізі в матчі проти «Віллема II» (1:3) і до кінця сезону зіграв ще у одній грі чемпіонату, але зікріпитись у основній команді не зумів, тому з 2004 по 2007 рік грав на правах оренди у складі команд «Ден Босх», «Ейндговен» та «Твенте».
2007 року Баккал повернувся в ПСВ. Цього разу відіграв за команду з Ейндговена наступні чотири сезони своєї ігрової кар'єри і більшість часу був основним гравцем команди. За цей час виборов титул володаря Суперкубка Нідерландів у 2008 році. У листопаді 2010 року Луїс Суарес вкусив його за плече під час матчу проти «Аякса» (0:0). Через цей інцидент Суарес був дискваліфікований на сім ігор.
У сезоні 2011/12 Баккал грав на правах оренди за «Феєнорд», після чого 10 липня 2012 року підписав трирічний контракт з «Динамо» (Москва). 25 серпня 2012 року Отман дебютував за новий клуб у дербі  проти «Локомотива». Зіграв лише 4 матчі і був переведений у дубль. 31 серпня 2013 року контракт футболіста та клубу був розірваний за взаємною згодою сторін. Незабаром після цього було оголошено, що «Феєнорд» зацікавлений у поверненні колишнього гравця.
16 вересня, незабаром після закриття першого трансферного вікна, Баккал повернувся у «Феєнорд», підписавши контракт на один рік. Однак його другий період у цій команді виявився невдалим, оскільки він програв конкуренцію Тонні Вілені і нечасто виходив в основі, через що у червні 2014 року «Феєнорд» оголосив про розірвання контракту з гравцем.
Надалі Баккал тренувався з командою «Йонг ПСВ», а у лютому 2015 року проходив перегляд у празькій «Спарті», але він не завершився підписанням контракту. Після цього Отман в березні 2016 року він зазначив, що більше не займається активним пошуком клубу і завершив кар'єру.
Завершив ігрову кар'єру у команді «Феєнорд», у складі якої вже виступав раніше. Повернувся до неї 2013 року, захищав її кольори до припинення виступів на професійному рівні у 2014.

## Виступи за збірні
2007 року залучався до молодіжної збірної Нідерландів, за яку провів 10 офіційних ігор. У її складі вигравав домашній  молодіжний чемпіонат Європи 2007 року, де зіграв у 4 іграх і забив гол у фіналі проти Сербії (4:1). Цей результат дозволив Баккалу наступного року з олімпійською збірною Нідерландів бути учасником літніх Олімпійських ігор 2008 року. У складі цієї команди провів 4 матчі і забив 1 гол.
18 листопада 2009 року провів свій єдиний матч у складі національної збірної Нідерландів, вийшовши на заміну Рафаелу ван дер Варту в товариському матчі проти Парагваю. Таким чином Баккал став 700-м гравцем, який зіграв за національну збірну Нідерландів. Крім того він побив антирекорд Йопа Вілле за найменшою кількістю ігрового часу за збірну Нідерландів. У матчі проти Парагваю Баккал відіграв шість хвилин і більше за збірну не виступав.

## Статистика виступів

### Статистика виступів за збірну
| Дата       | Місто    | Господарі  | Результат | Гості    | Турнір           | Голи | Примітки |
| ---------- | -------- | ---------- | --------- | -------- | ---------------- | ---- | -------- |
| 18-11-2009 | Геренвен | Нідерланди | 0 – 0     | Парагвай | товариський матч | -    | 85'      |
| Усього     |          | Матчів     | 1         |          | Голів            | 0    |          |

## Титули і досягнення
- Чемпіон Нідерландів (1):

ПСВ: 2007-2008
- Володар Суперкубка Нідерландів (1):

ПСВ: 2008
- Чемпіон Європи серед молодіжних команд (1):

Нідерланди U-21: 2007